# 佐丽察·沃因诺维奇
佐丽察·沃因诺维奇（1958年6月27日—），塞尔维亚女子手球运动员。她曾代表南斯拉夫国家队参加1980年夏季奥林匹克运动会手球比赛，获得一枚银牌。